# Тібанський ярус
| Система/ Період | Відділ/ Епоха  | Ярус/ Вік      | Вік (млн років) | Вік (млн років) |
| --- | -------------- | -------------- | --------------- | --------------- |
| Антропоген, Q | Голоцен, Q2    | Мегхалейський  | 0               | 0,0042          |
| Антропоген, Q | Голоцен, Q2    | Нортгриппський | 0,0042          | 0,0082          |
| Антропоген, Q | Голоцен, Q2    | Гренландський  | 0,0082          | 0,0117          |
| Антропоген, Q | Плейстоцен, Q1 | Тарантський    | 0,0117          | 0,126           |
| Антропоген, Q | Плейстоцен, Q1 | Тібанський     | 0,126           | 0,781           |
| Антропоген, Q | Плейстоцен, Q1 | Калабрійський  | 0,781           | 1,80            |
| Антропоген, Q | Плейстоцен, Q1 | Гелазький      | 1,80            | 2,58            |
| Неоген, N | Пліоцен, N2    | П'яченцький    | старіше         | старіше         |
| Примітки і коментаріПідрозділи четвертинної системи наведені згідно МКС, станом на 2018 рік. Для голоценових віків і ярусів встановлено датування відносно 2000 року (тобто гренландій розпочався 11,7 тис. років тому, відраховуючи від останнього мілленіуму). Чибаній і Тарантій є неофіційними пропонованими назвами для ярусів середнього і верхнього плейстоцену, відповідно. У Європі та Північній Америці голоцен традиційно поділяється на Пребореальний, Бореальний, Атлантичний, Суббореальний і Субатлантичний періоди за схемою Блітта — Сернандера (англ. Blytt–Sernander). Існує багато локальних систем поділу верхнього плейстоцену. Головними елементами такої переодизації слугують стадії наступу льодовиків (гляціали, льодовикові періоди) та їхнього відступу (інтергляціали, межильодовиків'я). |                |                |                 |                 |
| п о р |                |                |                 |                 |

Тібанський вік і ярус (англ. Chibanian) — стратиграфічний підрозділ нижнього плейстоцену, є другим віком четвертинного періоду. До того, як назва тібанський ярус була офіційно ратифікована у січні 2020 року, цей часовий інтервал був відомий як середній плейстоцен. Проміжок часу між 770 000—126 000 років тому. У цей вік також відбувся перехід у палеоантропології від нижнього до середнього палеоліту близько 300 000 років тому.
Тібанянському ярусу передує калабрійський, наступним є тарантський ярус. Початок чибанського віку — магнітна інверсія Брюнес — Матуяма, коли магнітне поле Землі востаннє зазнало геомагнітної інверсії. Завершення — початок Еємського інтергляціалу (5-а морська ізотопна стадія).
Міжнародний союз геологічних наук ратифікував назву Тібанський ярус у січні 2020, на честь місця розкопок у префектурі Тіба.

## Хронологія
| Час        | Палеокліматологія | Гляціологія                                                                  | Палеоантропологія                                                     |
| ---------- | ----------------- | ---------------------------------------------------------------------------- | --------------------------------------------------------------------- |
| 790–761 ka | MIS 19            | Гюнцький гляціал                                                             | Homo erectus pekinensis                                               |
| 761–712 ka | MIS 18            |                                                                              |                                                                       |
| 712–676 ka | MIS 17            |                                                                              |                                                                       |
| 676–621 ka | MIS 16            |                                                                              |                                                                       |
| 621–563 ka | MIS 15            | Гюнц-Гаслахський інтергляціал                                                | Мауер 1 (Homo heidelbergensis), Homo bodoensis                        |
| 563–524 ka | MIS 14            |                                                                              |                                                                       |
| 524–474 ka | MIS 13            | кінець Кромеріанської стадії                                                 | Боксгровська людина (Homo heidelbergensis)                            |
| 474–424 ka | MIS 12            | Гаслахський гляціал                                                          | Тотавельська людина (Homo erectus)                                    |
| 424–374 ka | MIS 11            | Гоксненський інтергляціал (Британія), Ярмаутський гляціал (Північна Америка) | Свонскомбська людина (Homo heidelbergensis)                           |
| 374–337 ka | MIS 10            | Міндельський гляціал, Ельстерський гляціал, Рісс                             |                                                                       |
| 337–300 ka | MIS 9             | Пурфлітський інтергляціал у Британії                                         | Мустьєрська культура                                                  |
| 300–243 ka | MIS 8             |                                                                              | Ірхуд 1 (Homo sapiens); Середній палеоліт; Гаплогрупа A (Y-ДНК)       |
| 243–191 ka | MIS 7             | Авелійський інтергляціал у Британії                                          | Мугарет-ель-Зуттіє; Хауа-Фтеах                                        |
| 191–130 ka | MIS 6             | Іллінойський гляціал                                                         | Homo sapiens idaltu; Макро-гаплогрупа L (мтДНК); Мустьєрська культура |
| 130–123 ka | MIS 5             | пік Еємського інтергляціалу; Сангойська культура                             |                                                                       |